# Museo Henriqueta Catharino
El Museo Henriqueta Catharino  es un museo brasileño, localizado en Salvador.  Es una de las entidades que integran la Fundação Instituto Feminino da Bahia, ideada y nombrada en homenaje a la educadora y feminista brasileña Henriqueta Martins Catharino.
Se localiza en el Politeama, una institución poseedora de un rico acervo de piezas de indumentaria femenina, en especial de los siglos XIX y XX, dentro de los cuales sobresale el vestido usado por la Princesa Isabel cuando la firma de la Ley Áurea.
- Datos: Q9046831